# Складкоутворення
Складкоутворення (рос. складкообразование, англ. folding; нім. Faltung f) – процес формування складок під дією тектонічних рухів земної кори, а також частково екзогенних процесів. 
СКЛАДКОТВІРНІ РУХИ – сукупність тектонічних рухів, які проявляються у незворотному зминанні шарів земної кори в складки. 
За Гансом Штілле — складкоутворення - те ж саме, що й орогенічні рухи.